# Amselsee
Přehrada Amselsee je malá přehradní nádrž nedaleko od městečka Rathen v údolí Amselgrund v Saském Švýcarsku v Sasku (Německo). Nachází se na území Národního parku Saské Švýcarsko.

## Dějiny
První ideje pro výstavbu přehradní nádrže vznikly v roce 1920 a zdůrazňovaly zvýšení atraktivity krajiny a tím i oživení cestovního ruchu. Zároveň měla přehrada sloužit na ochranu proti povodním, k zajištění dostatku vody pro hasení požárů a pro chov ryb. Po sporech mezi ochránci krajiny a zástupci cestovního ruchu byla stavba zahájena 21. července 1934. Dokončení přehrady byla provedeno dne 19. prosince 1934. Stavební náklady činily necelých 31.000 říšských marek.
Amselsee se stala rychle turistickou atrakcí obce Rathen. Přibližně 540 metrů dlouhé jezero je obklopeno řadou skalních útvarů, mezi nimiž je nejznámější Lokomotiva. Pro výlety lodí po jezeře původně bylo k dispozici 12 veslařských člunů a 12 šlapadel. 5. července 1957 velký liják způsobil velké škody na přehradě a na jezeře, které částečně zanesl. V roce 1983 byly stávající lodě nahrazeny 30 novými ocelovými čluny. O deset let později (1993) bylo jezero vytěženo a asi 5000 m³ bahna a písku byly odvezeno. Povodně v srpnu 2002 jezero znovu zanesly, a tak bylo nutné znovu v roce 2003 na přibližně 3000 m³ písku a bahna odvézt.

## Galerie

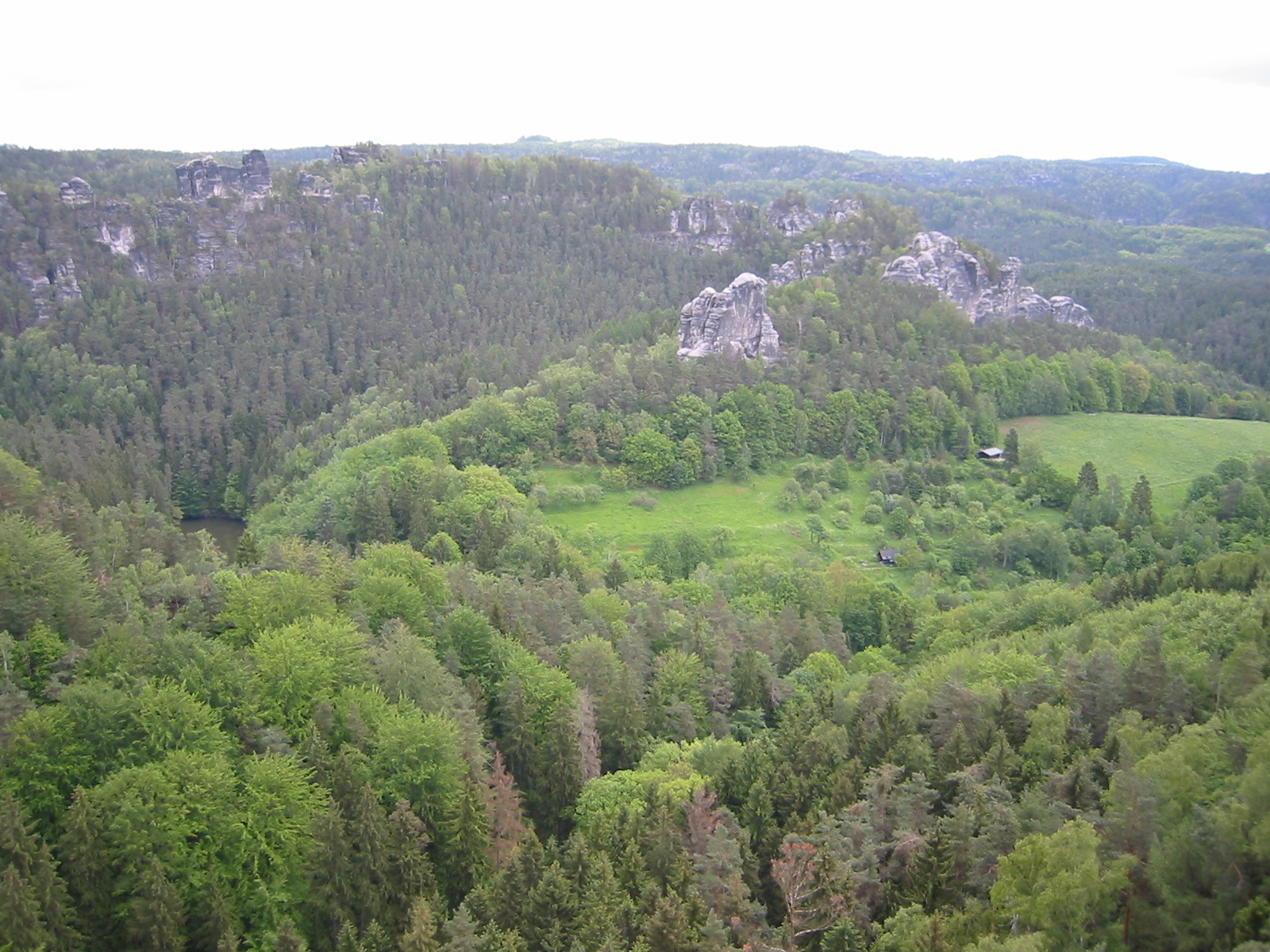
údolí Amselgrund s Amselsee, Lokomotive a Talwächter
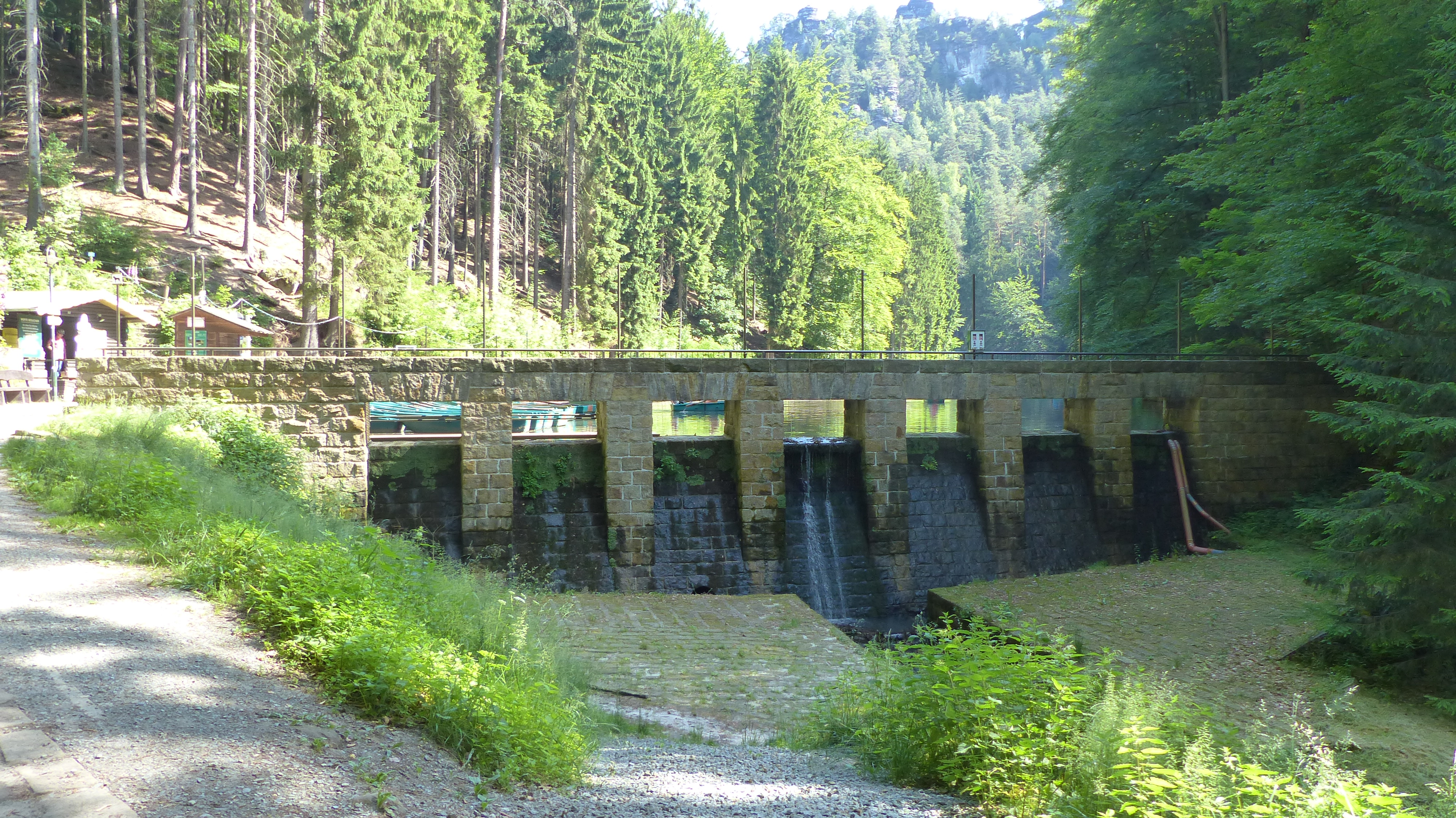
pohled na přehradní hráz
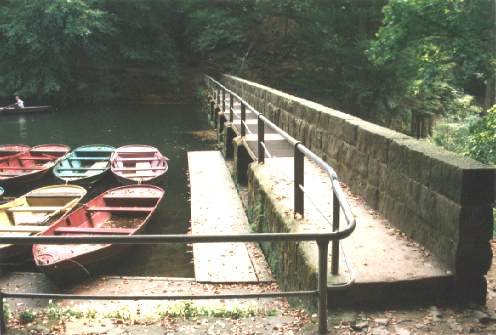
Staré čluny na jezeře
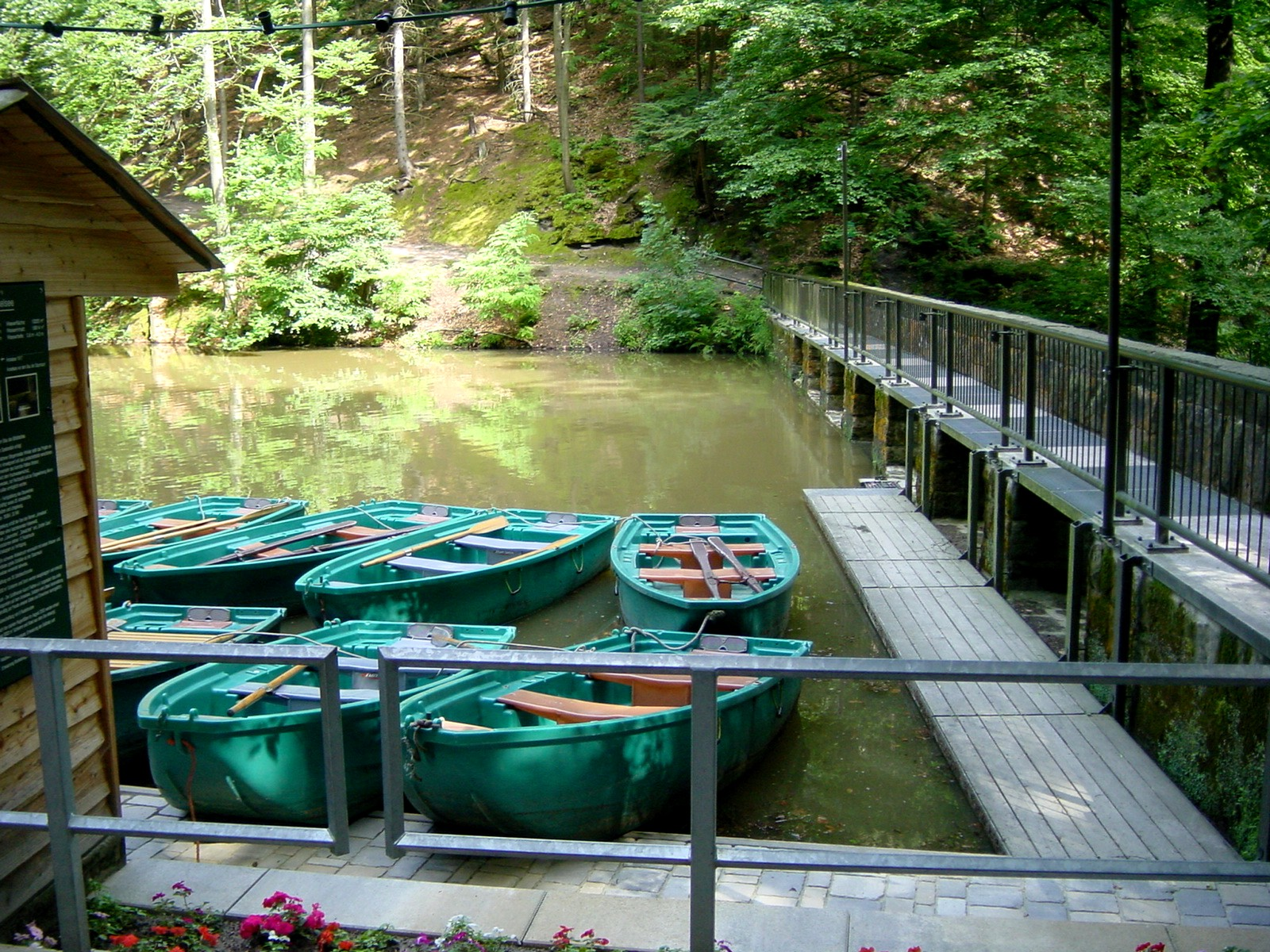
nové čluny na jezeře